# Idaea anatolica
Idaea anatolica är en fjärilsart som beskrevs av Leo Schwingenschuss 1938. Idaea anatolica ingår i släktet Idaea och familjen mätare. Inga underarter finns listade i Catalogue of Life.